# Туризм в Приднестровской Молдавской Республике
Туризм в Приднестровской Молдавской Республике — относительно слаборазвитая отрасль, несмотря на существование на территории республики природно-рекреационных и историко-культурных туристских ресурсов. Основным туристским ресурсом является природный комплекс долины реки Днестр. По статистическим данным министерства экономического развития ПМР доля туризма в внутреннем валовом продукте Приднестровья на 2014 год составляет всего 0,02 %, а доля занятых в нём — лишь 0,3 % от общего числа всех работников по республике.

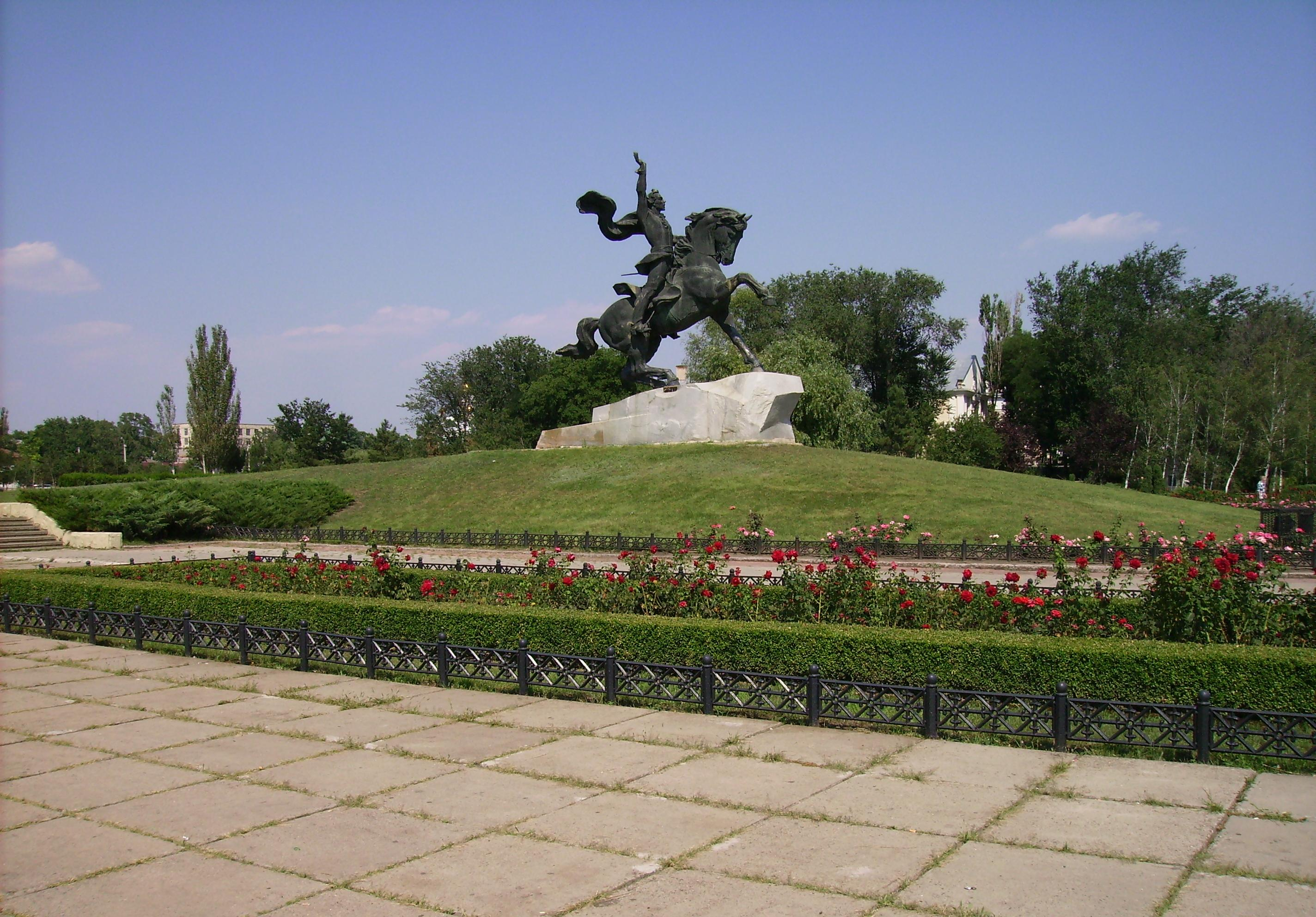
Памятник Суворову

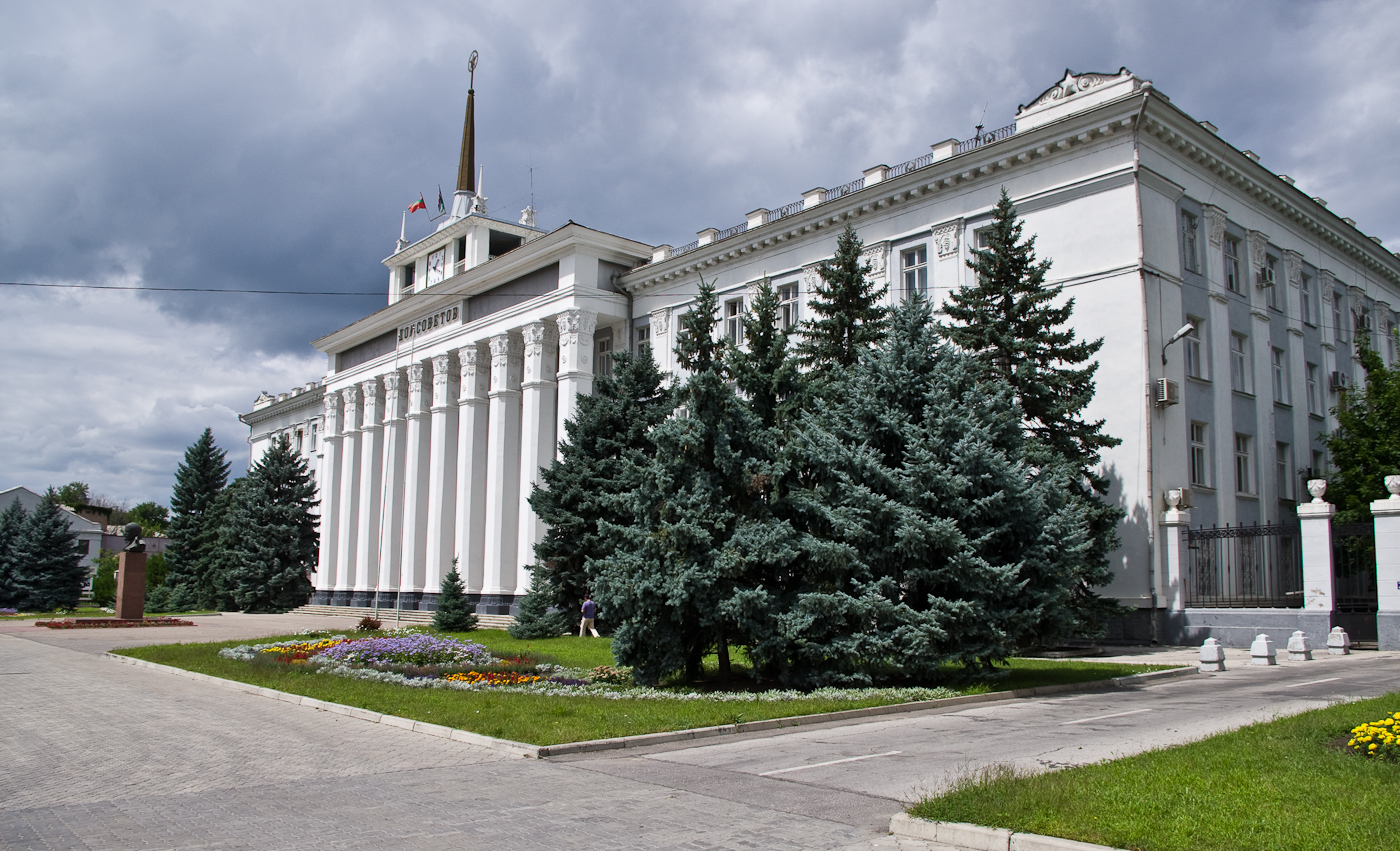
Здание городского совета народных депутатов Тирасполя

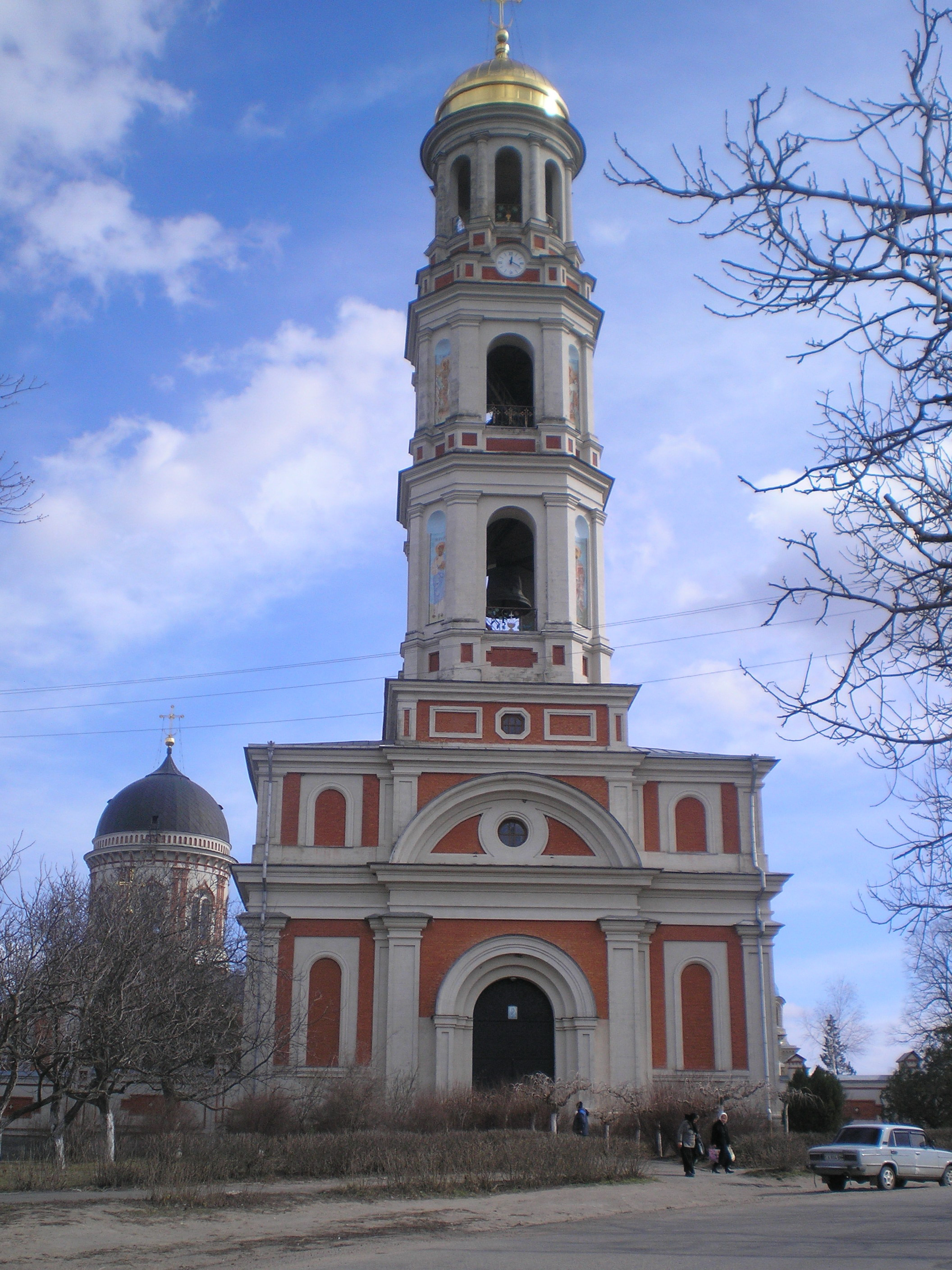
Свято-Вознесенский Ново-Нямецкий монастырь

По мнению специалистов, проблемами слабого развития туризма в республике является ряд причин как внутреннего, так и внешнего характера. Так, основной причиной является непризнанность Приднестровья, а также негативное мнение о республике в странах дальнего и ближнего зарубежья, сложная социально-экономическая ситуация, значительный износ материальной туристической базы, слаборазвитая туристическая инфраструктура.
Наиболее посещаемые туристами города в республике — Тирасполь и Бендеры.

## Советский период
До распада СССР территория Приднестровья была одним из самых привлекательных мест для туризма. Приезжим в этот регион туристам всегда нравилось аграрное богатство, мягкий теплый климат, разнообразие культурно-исторических памятников и прекрасные пейзажи. Река Днестр подарила региону уникальный природный комплекс — равнинные пейзажи на юге Приднестровья сочетающиеся со скалами и карстовыми пещерами на севере страны.

## Современный период

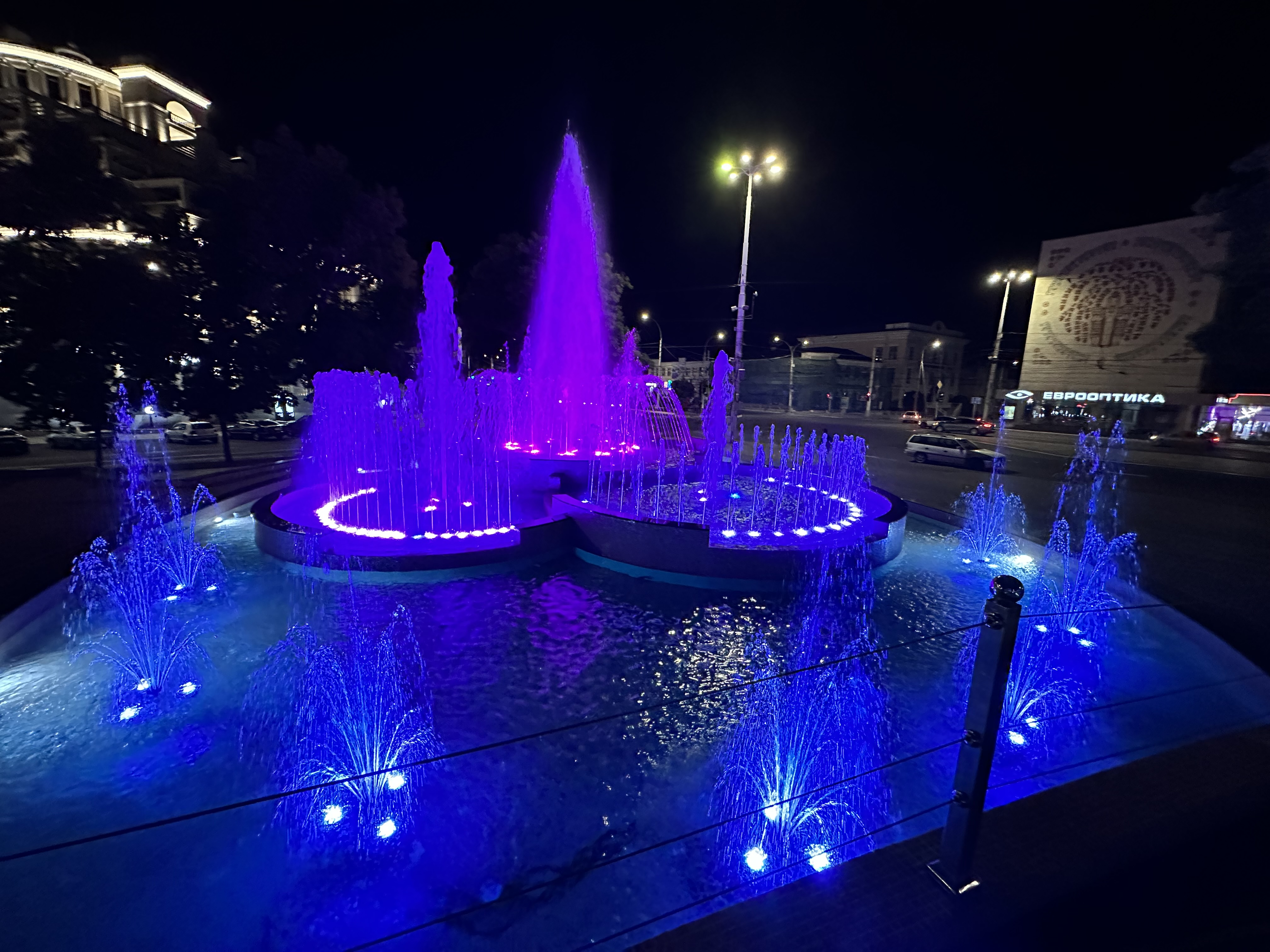
Музыкальный фонтан в Тирасполе

Распад Советского Союза и война 1992 года негативно отразились на туризме в Приднестровье: уменьшился поток туристов, а выдающиеся памятники архитектуры начали приходить в запустение. Государство на протяжении всего периода поддерживает всё то, что досталось в наследство от СССР и не даёт полностью утратить туристический потенциал региону. Так, в 2008 году Министерством внутренних дел ПМР была начата плановая реконструкция Бендерской крепости, в которой до этого времени располагалась воинская часть армии Приднестровья. Сейчас крепость стала одной из основных достопримечательностей Приднестровской Молдавской Республики, которую ежедневно посещают туристы из разных стран ближнего и дальнего зарубежья. В этом же году в городе Бендеры на месте заброшенного военного кладбища был открыт Военно-исторический мемориальный комплекс. А к 600-летию города Бендеры была восстановлена Триумфальная арка в честь победы России над Турцией.
В 2010 году была запущена президентская программа по восстановлению и реконструкции памятников, а в 2013 году была создана межведомственная группа по разработке «Программы развития туризма Приднестровья на период 2013—2015 год». На следующий год при Правительстве Приднестровья был создан Координационный совет по поддержке и развитию туризма. В мае 2017 года в Тирасполе был открыт информационный центр для туристов. В конце 2019 года в рамках реализации государственной целевой программы «Поддержка и развитие туризма в Приднестровской Молдавской Республике на 2019—2026 годы» было создано Агентство по туризму. В 2021 году был открыт сайт Познавай Приднестровье.
По данным Агентства по туризму в 2024 году республику посетило 12 350 иностранцев, которые указали целью своего визита «туризм».

### Событийный туризм
В республике каждый год в период с 1-10 марта проводится международный фестиваль искусств «Мэрцишор». Празднование «Мэрцишора» и открытие одноимённого фестиваля искусств проходит во всех городах и районах Приднестровья. Участниками и гостями весеннего фестиваля в разные годы становились коллективы и исполнители из разных стран: хоровая капелла «Дойна», Ансамбль народного танца имени Игоря Моисеева, Национальный заслуженный академический народный хор Украины им. Верёвки, российский ансамбль танца «Карагод», Национальный театр оперы и балета Республики Молдова, Государственный академический ансамбль народного танца «Жок», Народные артисты Молдовы Мария Биешу и Ион Суручану, солисты московской «Новой оперы», фольклорные коллективы Белоруссии, Молдовы, Южной Осетии и т. д. Также в фестивале принимаю участие приднестровские исполнители и коллективы.
В 2012 году в Приднестровье впервые прошел праздник вина «Дулче-й винул», приуроченный к 220-летию Тирасполя. На фестивале можно было увидеть и приобрести продукцию Тираспольского винно-коньячного завода «KVINT» и дубоссарского завода «Букет Молдавии». Также можно было попробовать домашнее вино у частников, в то же время, на фестивале продавался виноград, мед и кондитерские изделия. В празднике вина принимали участие делегации из России, с Украины, из Гагаузии. Организаторы праздника пообещали, что данное мероприятие будет проводиться регулярно.
В 2022 году в третий раз состоялся трёхдневный фестиваль лаванды, который проходил в Дубоссарском районе.

### Религиозный туризм

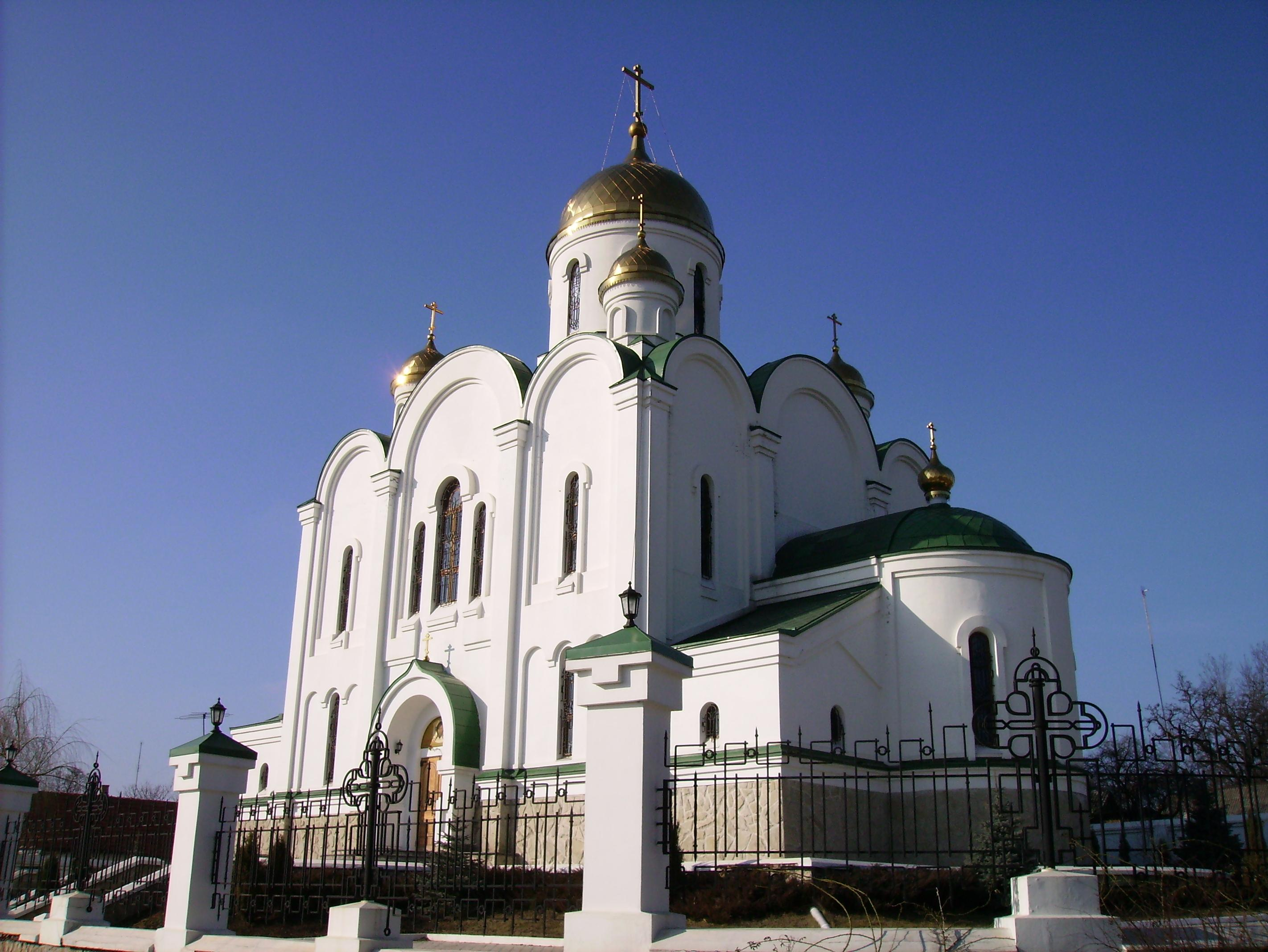
Собор Рождества Христова

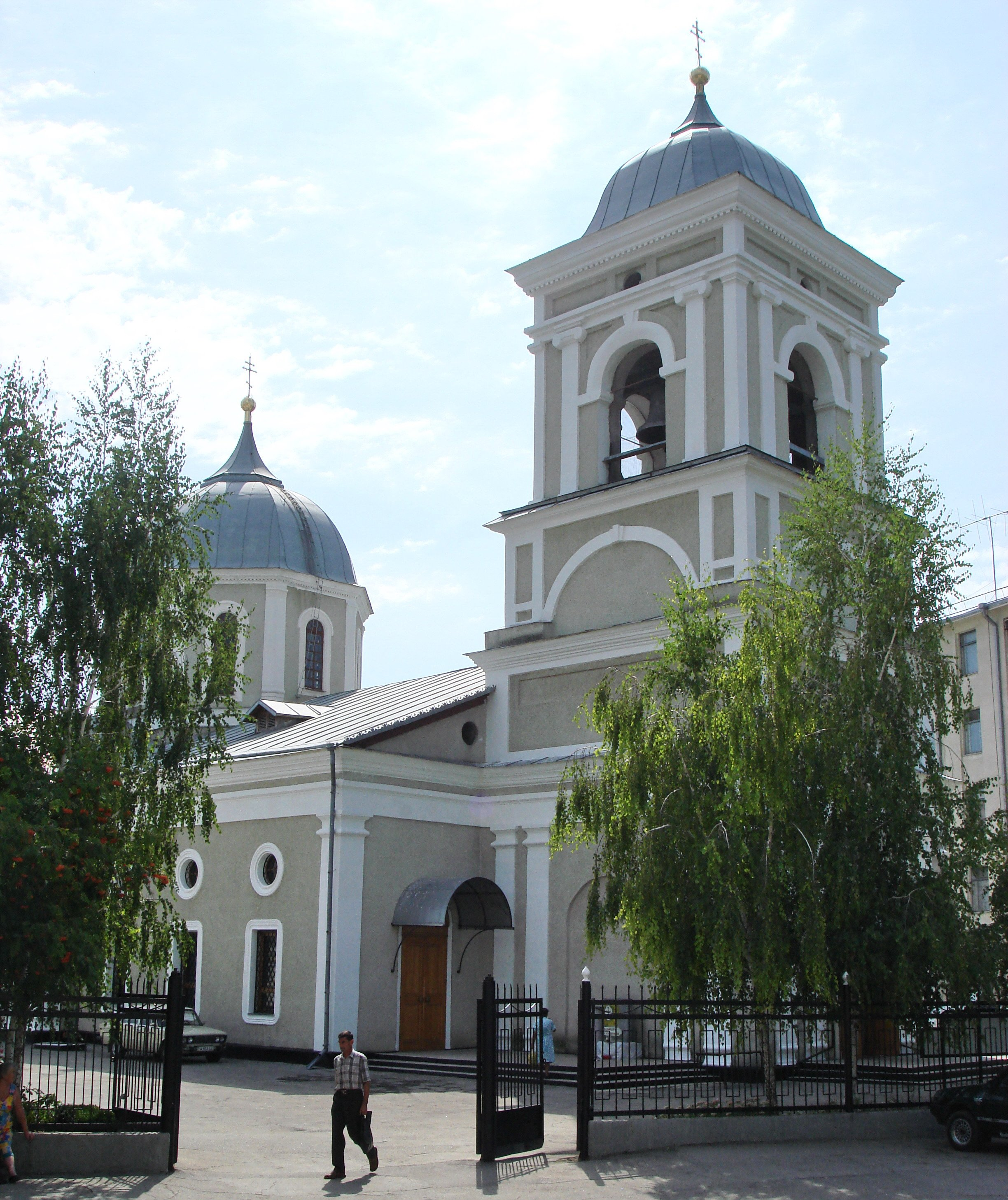
Преображенский кафедральный собор

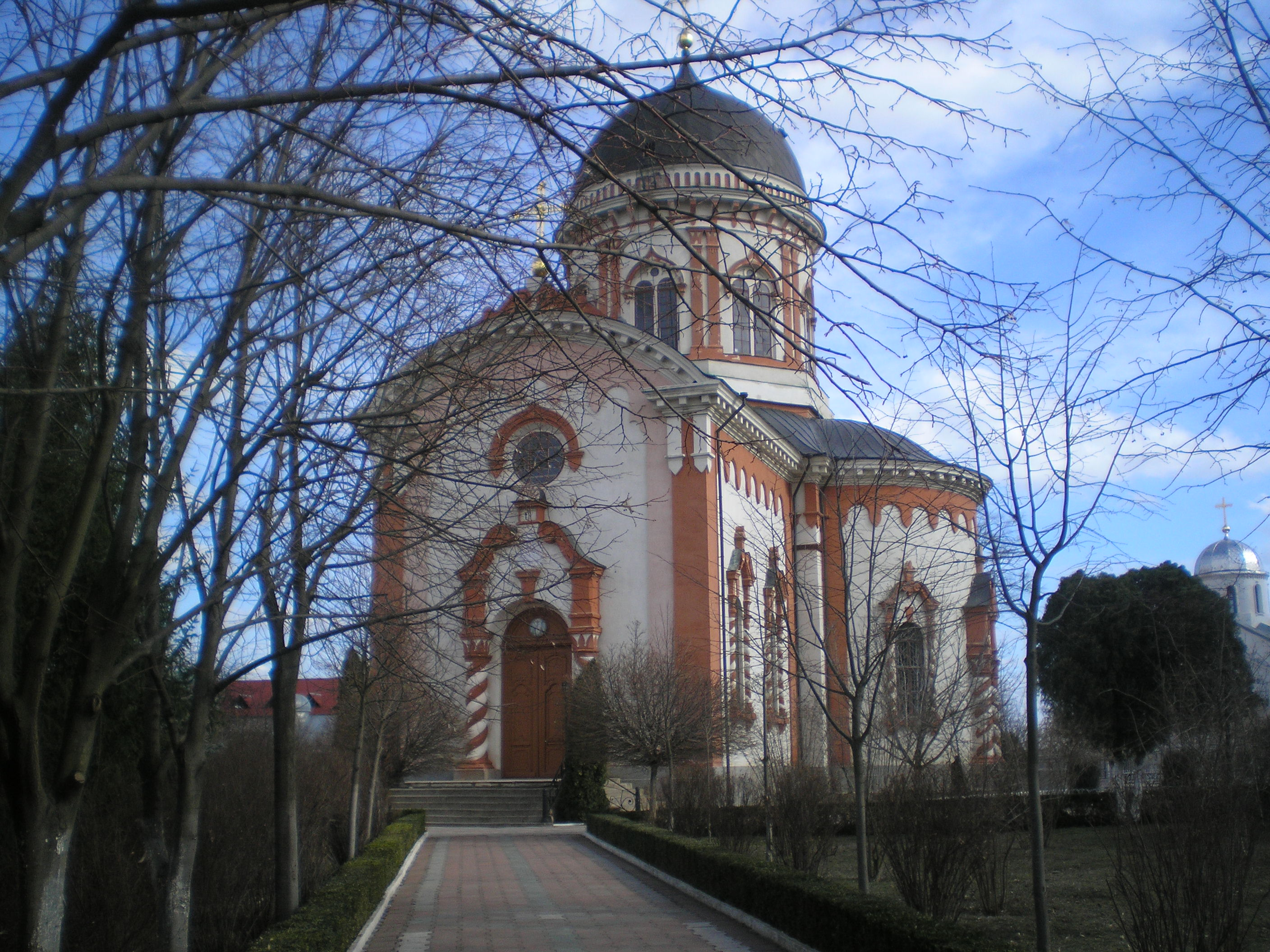
Ново-Нямецкий монастырь

Последнее время все больше туристов стало интересоваться религиозным туризмом в Приднестровье. Так, местом постоянного паломничества и экскурсий стал Свято-Вознесенский Ново-Нямецкий (Кицканский) монастырь, который в советский период был закрыт, а в 1990 году снова открыт. Также в республике восстанавливают и строят новые храмы разных конфессий.
- Свято-Введенско-Пахомиева женский монастырь (Тирасполь)[24][25]
- Собор Рождества Христова (Тирасполь)
- Приход Римско-католической церкви Святой Троицы (Тирасполь)[26]
- Преображенский кафедральный собор (Бендеры)
- Храм Александра Невского (город Бендеры)[27]
- Свято-Троицкая церковь (село Рашково)
- Костёл святого Каэтана (село Рашково)
- Синагога (село Рашково)
- Храм Аристратига Михаила (село Строенцы)
- Римско-католический собор Святого Иосифа (город Рыбница)[28]

### Велосипедный туризм
В Тирасполе расположен велоклуб «Покатушки», который занимается велосипедным туризмом по Приднестровью, Украине и Молдове. Регулярно проводят однодневные или многодневные велопробеги по различным маршрутам и приуроченные к праздничным мероприятиям в стране, например, День России, 70-летию победы в ВОВ, акция «Я — приднестровец». Несколько лет подряд в Тирасполе проводятся велосипедные фестивали.

## Достопримечательности

### Тирасполь
- Мемориал Славы

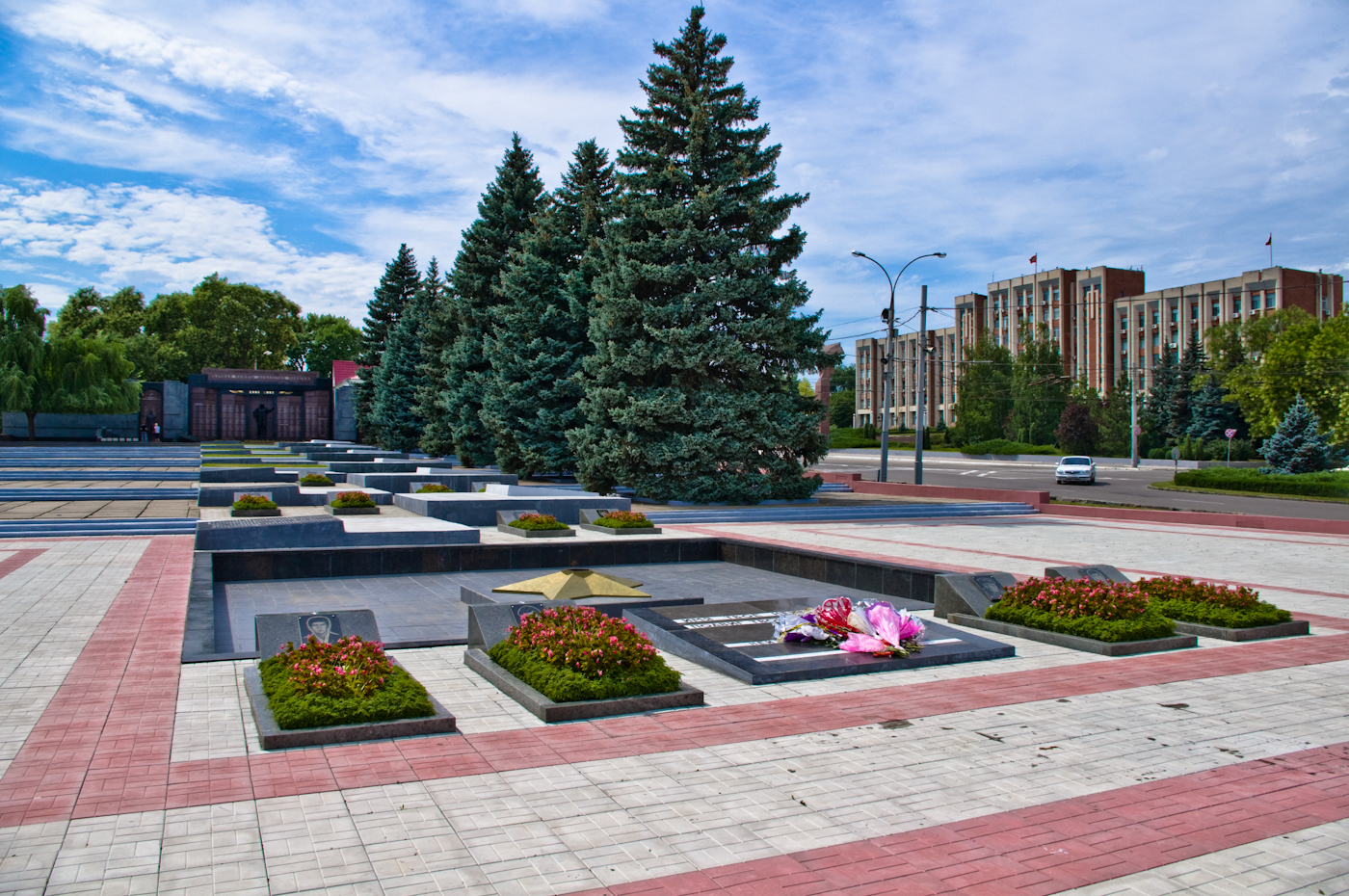
Мемориал Славы в Тирасполе

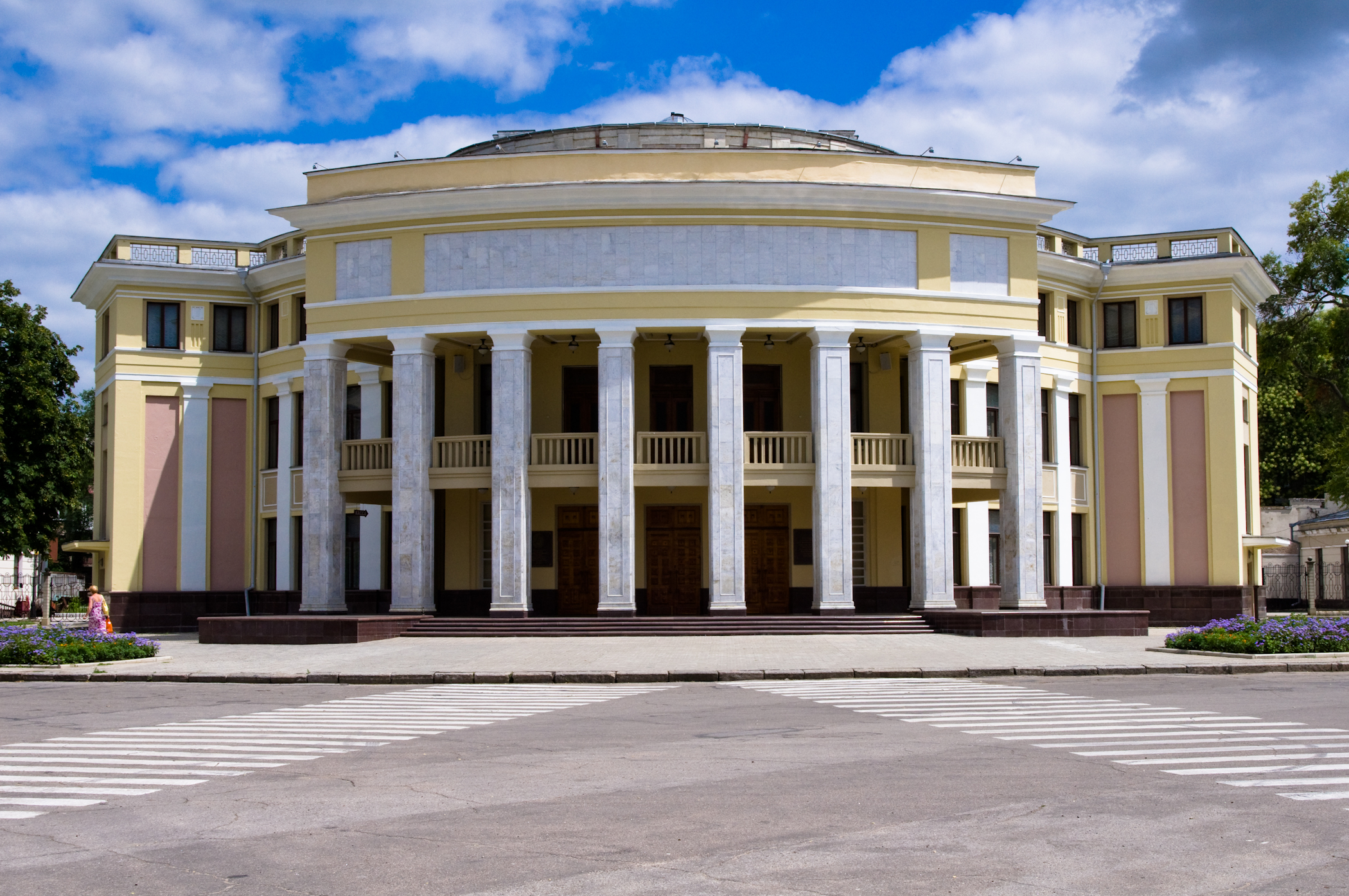
Приднестровский государственный театр драмы и комедии им. Н. С. Аронецкой

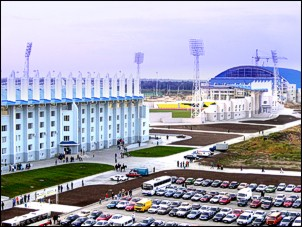
Спортивный комплекс «Шериф»

- Музей штаба кавалерийской бригады Котовского
- Мемориальный дом-музей Н.Д. Зелинского
- Тираспольская крепость
- Тираспольский объединённый музей
- Площадь Суворова
- Приднестровский государственный театр драмы и комедии им. Н. С. Аронецкой
- Спортивный комплекс «Шериф»
- Памятники Тирасполя
- Ботанический сад
- Музыкальный фонтан
- Екатерининский парк

### Бендеры
- Бендерская крепость
- Военно-исторический мемориальный комплекс
- Мемориал Памяти и Скорби
- Мемориал революционной, боевой и трудовой славы железнодорожников
- Чёрный тюльпан
- Бендерский историко-краеведческий музей[33]

### Слободзейский район
- Музей спиртных напитков «Бутылка» (село Терновка)[34][35]
- Обелиск боевой Славы на Кицканском плацдарме
- Болгарское село Парканы
- Парк-памятник ландшафтной архитектуры имени Д. К. Родина в селе Чобручи[36][37]

### Дубоссарский район
- Государственный заповедник «Ягорлык»
- Дубоссарская ГЭС

### Каменский район
- Санаторий «Днестр»
- Село Рашково

### Рыбницкий район
- село Строенцы
- село Выхватинцы
- Башня ветров
- Старая мельница[38]

## Галерея

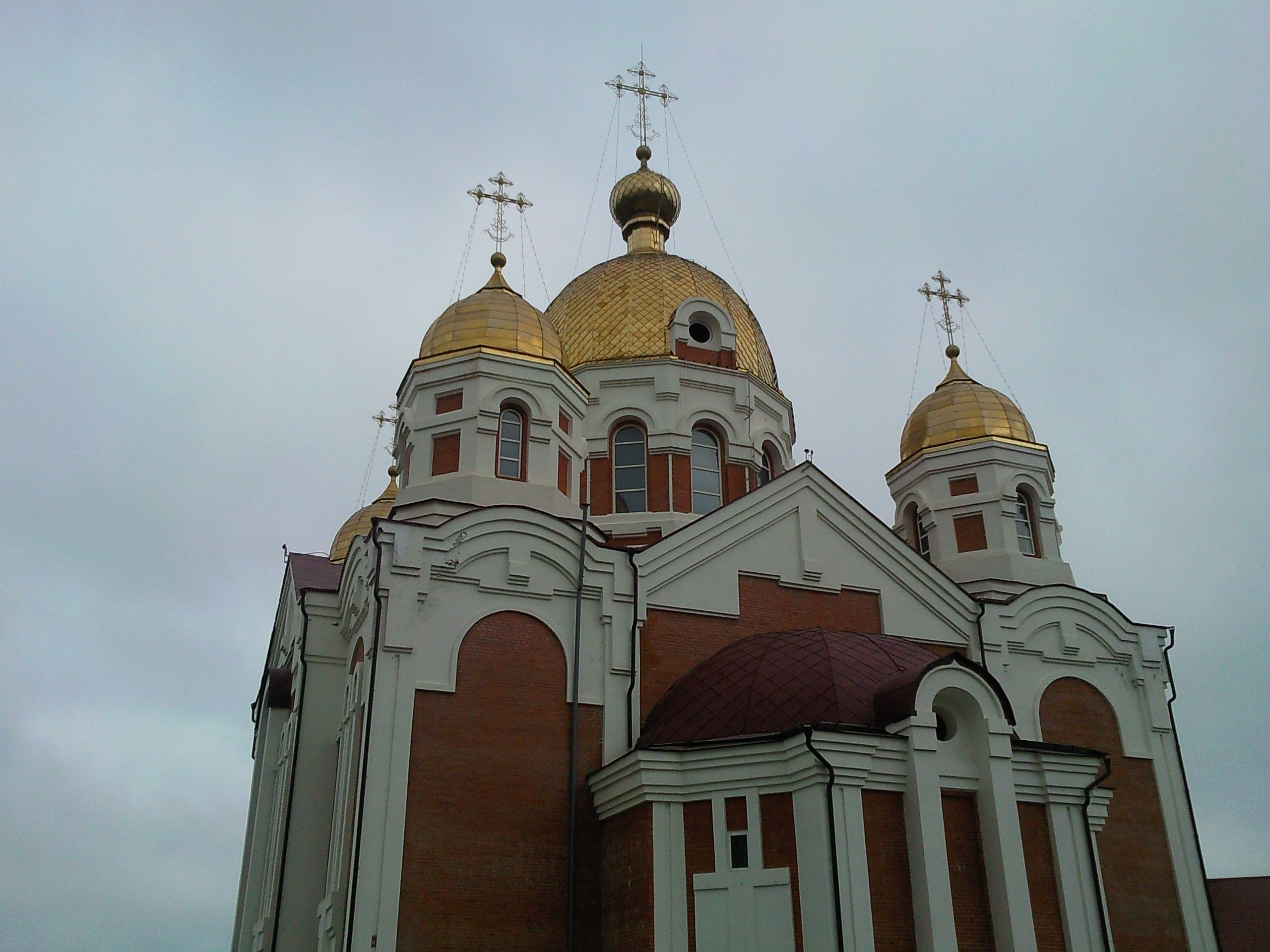
Михайло-Архангельский собор
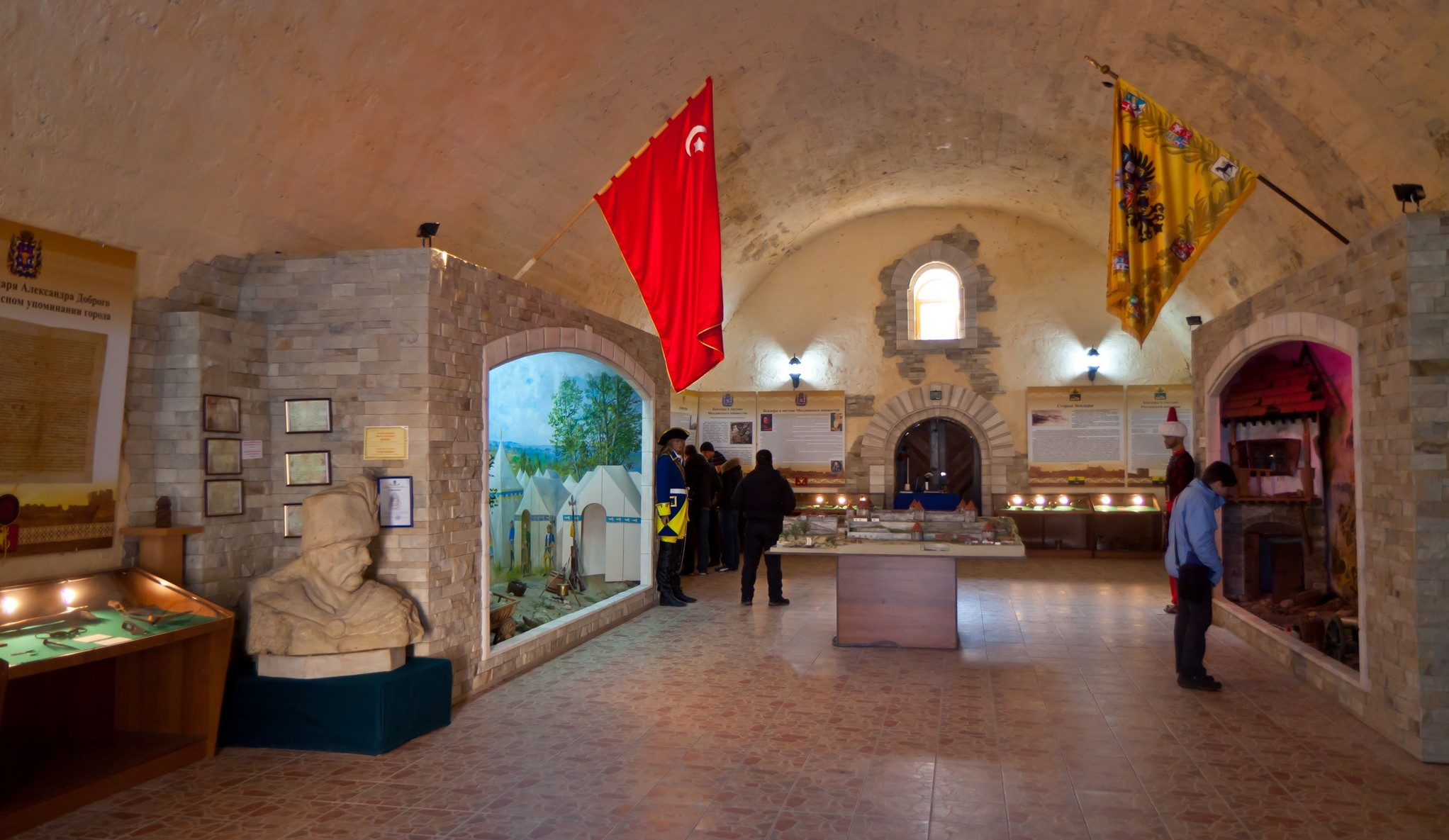
Музей Бендерской крепости
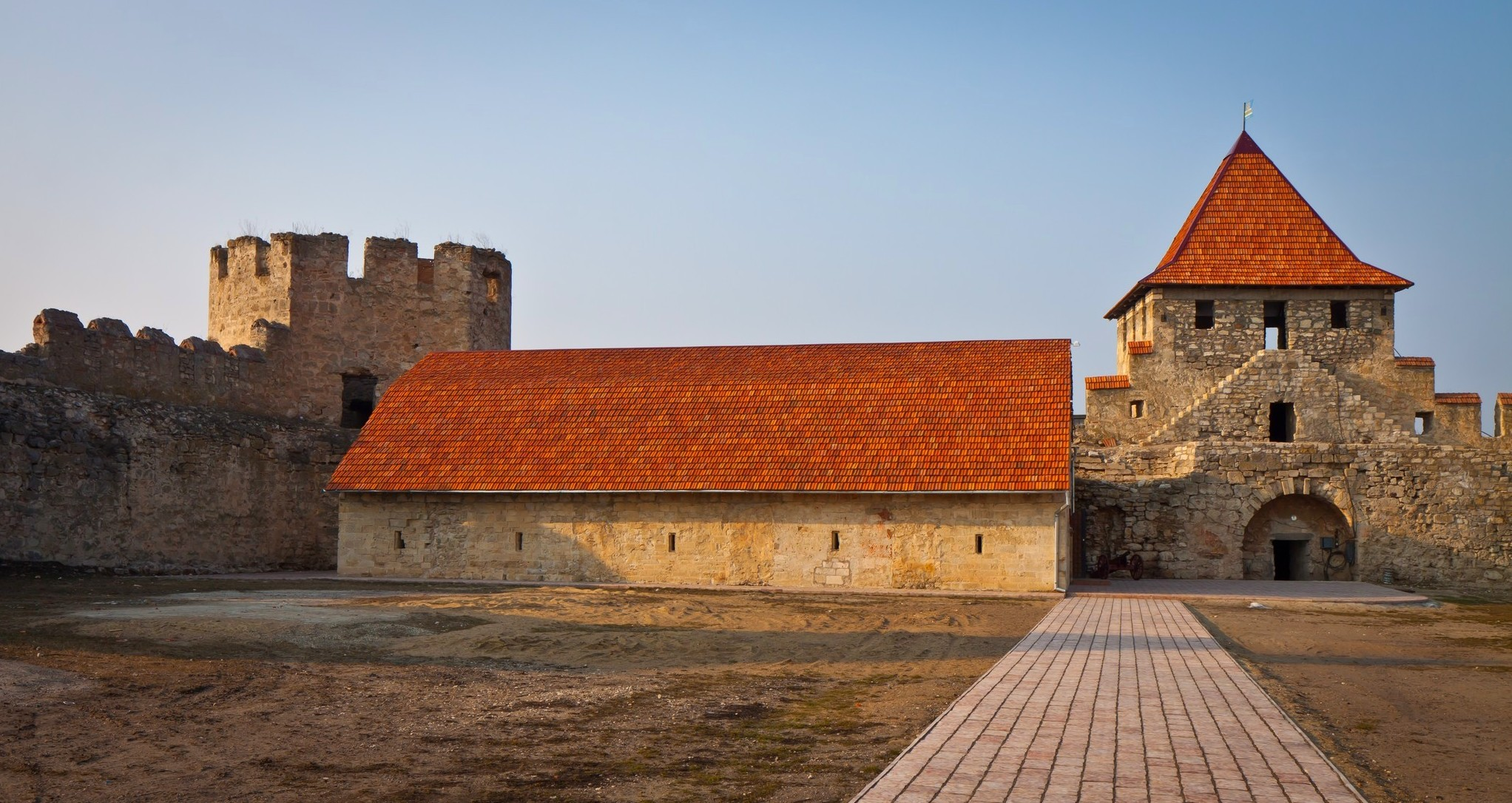
Внутри крепостной цитадели
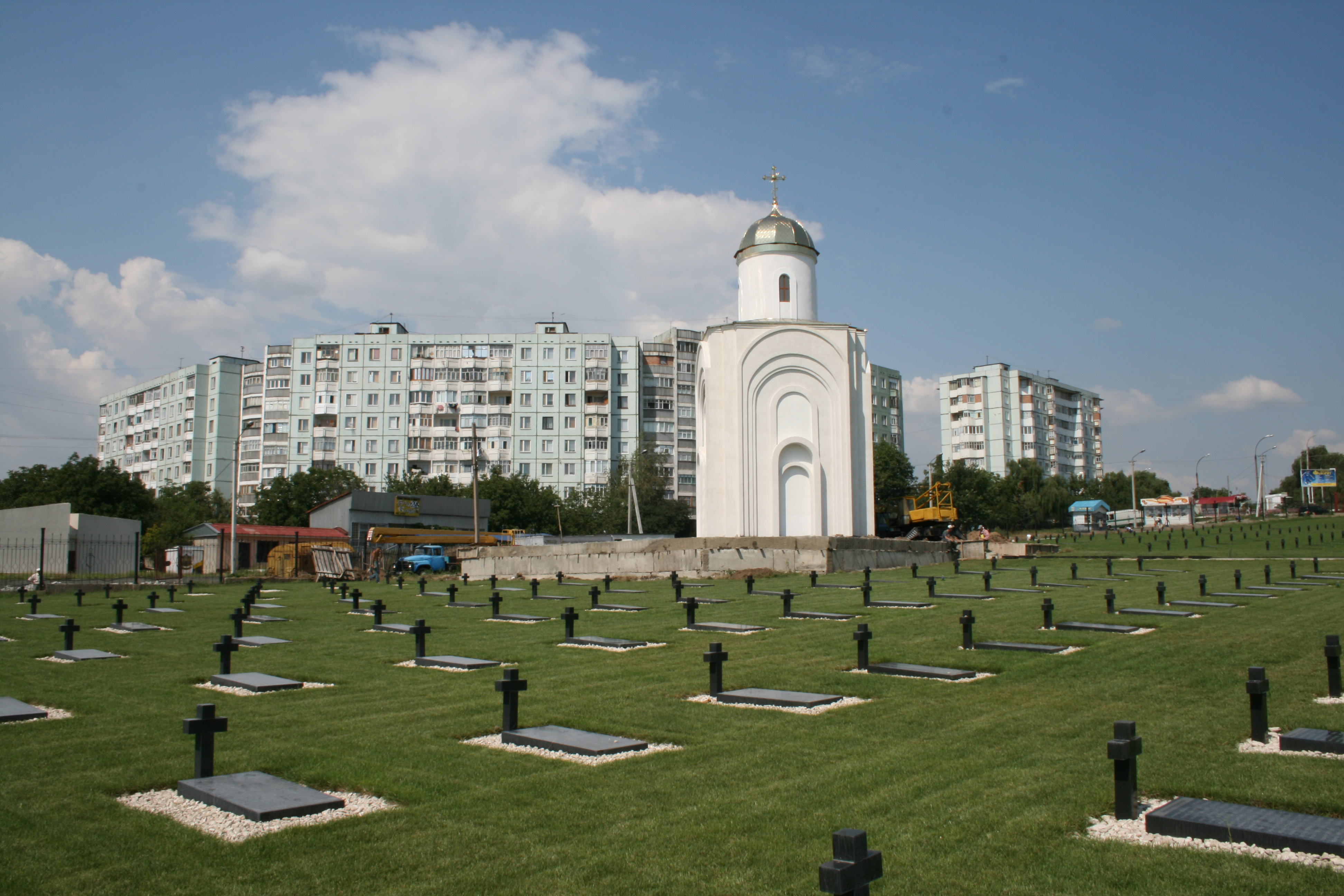
Военно-исторический мемориальный комплекс
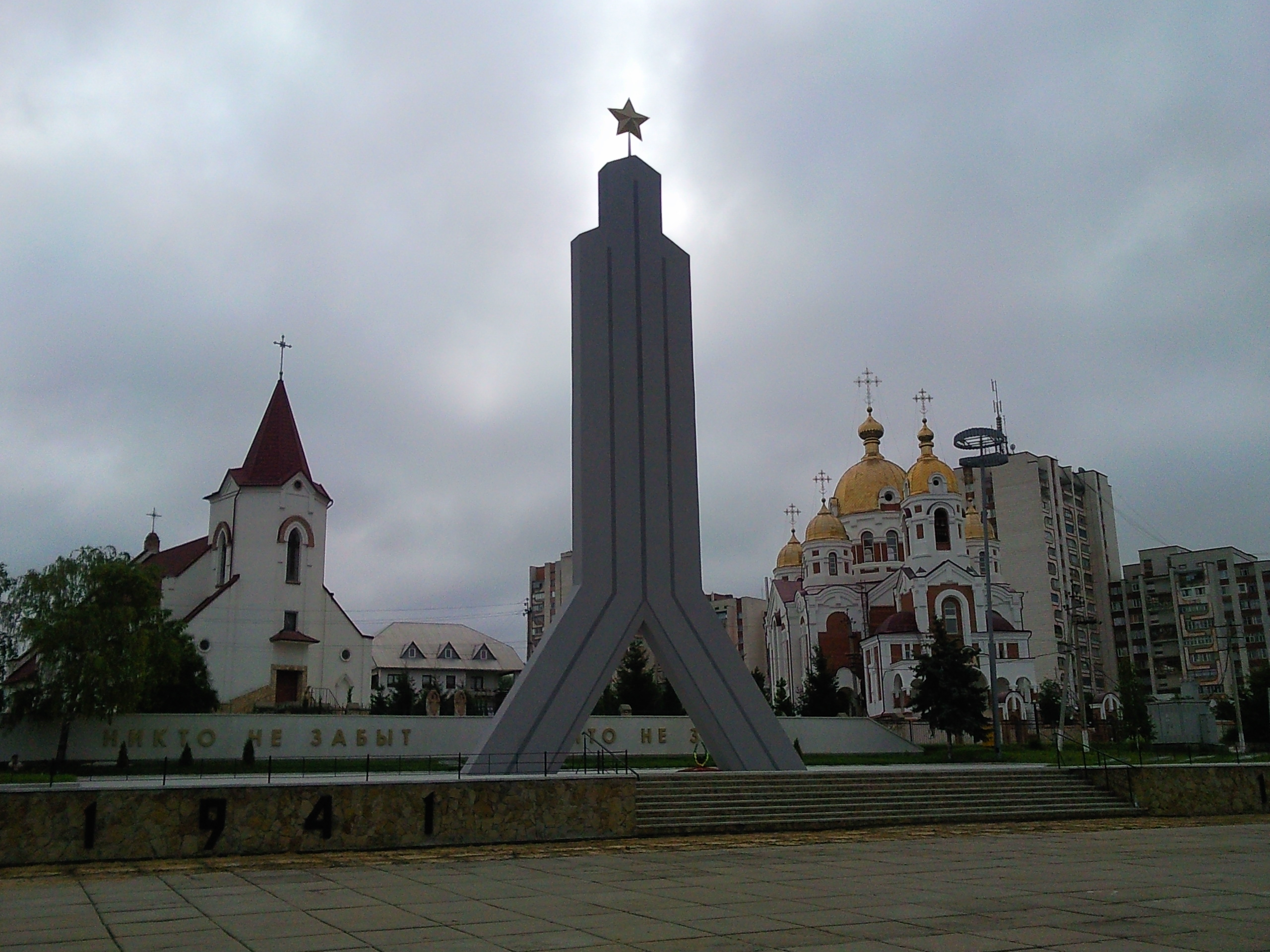
Мемориал Воинской Славы. На заднем плане справа — Михайло-Архангельский собор (город Рыбница)
Железнодорожный мост через реку Днестр
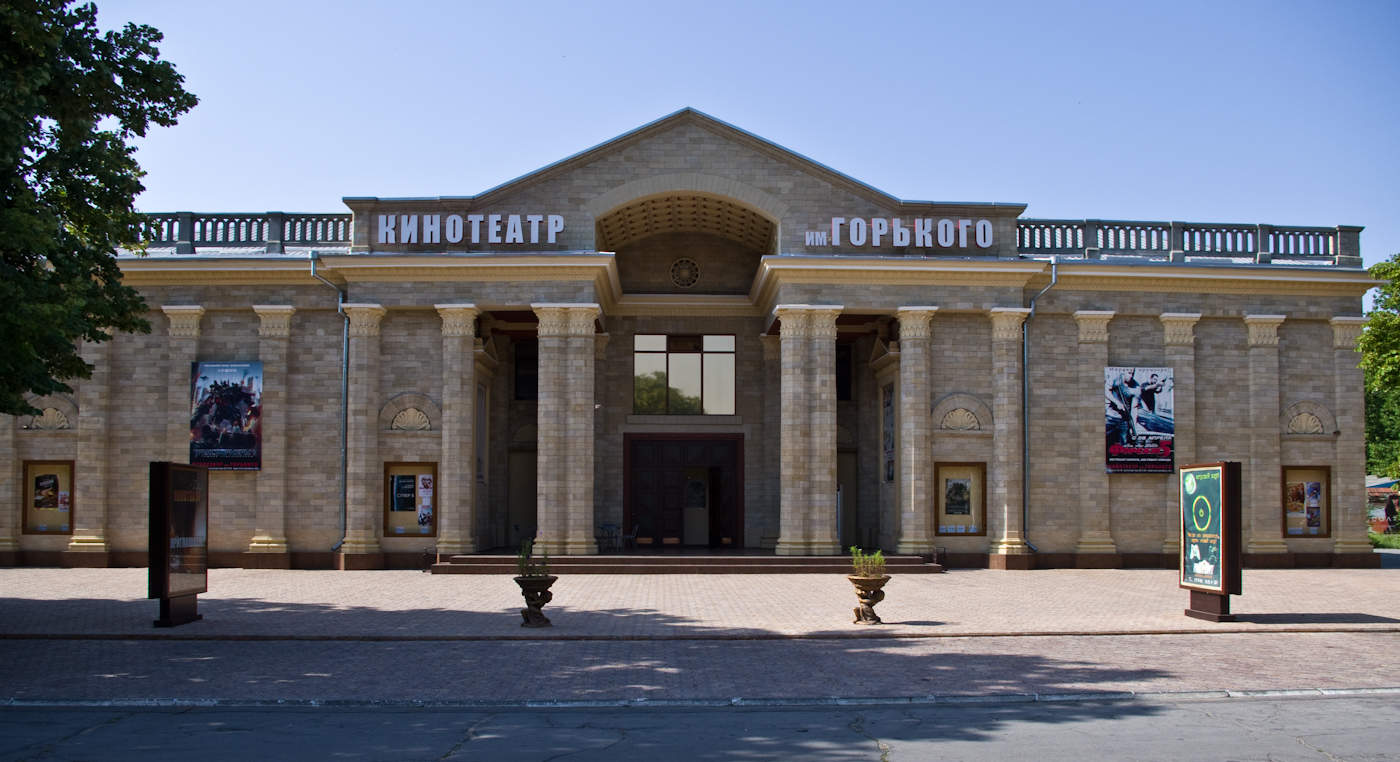
Кинотеатр им. Горького
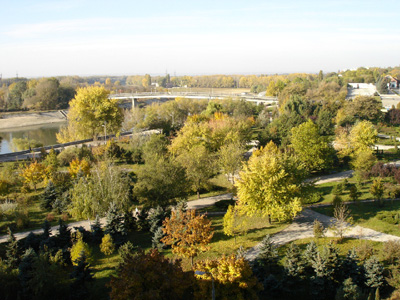
Сквер им. Франца де Волана в Тирасполе

## Инфраструктура
В Приднестровье построено много новых гостиниц имеющих категорию (звездность) — от одной звезды до четырёх. Основная часть гостиничных комплексов находится в городах Тирасполь и Бендеры. Также в республике работают базы отдыха, санатории, пансионаты, предприятия питания, досуга и развлечений, бытового обслуживания и многое другое.
В Тирасполе действует семь гостиниц ( «Park Hotel»,  «Околица»,  «Тимоти»,  «Корона»,  «В. В. П. клуб»,  «CityClub» и  «Россия»). Также работает гостиница при станции юных туристов, в которой размещаются приезжие группы на время соревнований.
В Бендерах работает две гостиницы —  «Приетения»,  «Старые Бендеры».